# كوري مونتيث
كوري آلان مونتيث (11 مايو 1982- 13 يوليو 2013), هو ممثل كندي معروف لدوره كفين هدسون في مسلسل شبكة فوكس التلفزيونية، غلي. تأكدت وفاته يوم 13 يوليو 2013 بعد العثور عليه ميتا في غرفته بفندق فيرمونت باسيفيك ريم ب فانكوفر، كندا. الجديد بالذكر ان سبب الوفاة قد أعلن يوم 16 يوليو 2013 بسبب جرعة مخدرات زائدة.

## حياته المهنية
مونتيث بداء حياته المهنية في فانكوفر, كولومبيا البريطانية. لقد لعب أدوار صغيرة في الوجهة النهائية 3، همسة، ودك ذا هولز. كان لديه دور متكرر في كايل إكس واي. أيضا اظهر كضيفة شرف في مسلسلات تلفزيونية مثل سمولفيل، سوبرنتشرل، فلاش غوردون، ستارغيت أتلانتس، وستارغيت إس جي 1.
في 2005 ظهر في باش كيلار، الذي يروي حيكاية عن روح طالب معذبة الذي يريد الانتقام من قاتله من خلال أطفاله بالاستيلاء على جسد فتاة. في العام التالي ظهر بدور قصير في أسطورة الحضر: ماري الدموية. في 2007، تلقى دور البطولة في مسلسل يدعى كايا من إم تي في.
في 2009 لقد تلقى دور فين هدسون في مسلسل شبكة فوكس التلفزيونية، غلي، للدور الذكري الرئيسي لنادي الغلي، ولاعب الرئيسي في كرة القدم الأمريكي لثانوية ماكنلي. لشريط الاختبار، طبل على تثبرور باستخدام أقلام الرصاص. المرة الأولى التي غنى بها أمام جمهور كان في الاختبار شخصي، الذي غنى به «صدق» لبيلي جويل. هو وليا ميشيل، نجمته المشاركة في غلي، ظهروا في مجلة انترتينمنت ويكلي لعام 2009 «قائمة المُحتاجات للصيف»، الذين ألقى عليهم اسم «مُغنّي الصيف» لدورهم لفن وريتشال في غلي، على التوالي.
في أبريل 2010، تلقي مونتيث دور في فيلم كوميدي رومانسي مونتي كارلو, القادم في العام المقبل. في مايو 2010، ذهبوا ممثلي غلي في جولة مُباشرة. استمر عرض مدة أسبوعين، مع توقفات في مدينة نيويورك وشيكاغو وفينيكس ولوس انجليس.

## حياته الشخصية
كوري آلان مونتيث ولد في كالغاري, ألبرتا، وترعرع في مدينة فنكوفر, كولومبا البريطانية. لديه شقيق واحد أكبر. تطلق والداه عندما كان في السابعة من العمر، وعاش مع والدته في كالغاري، البرتا. قبل أن يصبح ممثلا، كان يعمل في كولومبيا البريطانية في مدينة نانيمو، كمُرحب الناس في وول مارت، في غسيل السيارات، سائق سيارة أجرة، وسائق حافلة المدرسة ومُثبت أسقف.
في الوقت السابق كان يعيش في لوس أنجليس. لقد ترك المدرسة في الصف التاسع ولم يدخل إلى الجامعة. وقال مونتيث في مقابلة: «لم يكن لي. أستطيع أن أتذكر منذ وقت حوالي الصف السادس أو السابع، أنا فقط لم أفهم لماذا كان علي أن أتعلم ما كنت أتعلمه لسبب ما، كان هناك روح التمرد في داخلي»

## فيلموغرافية
| ظهوره على التلفزيون وفي الأفلام | ظهوره على التلفزيون وفي الأفلام | ظهوره على التلفزيون وفي الأفلام | ظهوره على التلفزيون وفي الأفلام      |
| سنة                             | اسم                             | دور                             | ملاحظات                              |
| ------------------------------- | ------------------------------- | ------------------------------- | ------------------------------------ |
| 2004                            | ستارغيت أتلانتس                 | العسكري جني                     | حلقة: "العاصفة"                      |
| 2005                            | كيلار باش                       | دوغلاس ويلين هارت               | فيلم تلفزيوني                        |
| 2005                            | شفرات شابة                      | مارسل له رو                     | حلقة: "التوظيف هو إنساني"            |
| 2005                            | سوبرنتشرل                       | غاري                            | حلقة: "ونديغو"                       |
| 2005                            | غريزة القاتل                    | راكب الرياح بوب                 | حلقة: "لا تنساني"                    |
| 2005                            | سمولفيل                         | راعي بقر النادي الشبابي         | حلقة: "عطش"                          |
| 2006                            | ماري الدموية                    | پول زكرمان                      |                                      |
| 2006                            | الوجهة النهائية 3               | كاهيل                           |                                      |
| 2006                            | دك ذا هولز                      | موعد ماديسون                    |                                      |
| 2006                            | صفار                            | ليپ رنغ                         | حلقة: "عبء الحقيقة"                  |
| 2006                            | ستارغيت إس جي 1                 | ميتشل                           | حلقة: "200"                          |
| 2006                            | كراكن : لوامس من الأعماق        | ميشل                            | فيلم تلفزيوني                        |
| 2006–2007                       | كايل إكس واي                    | تشارلي تانر                     | سبع حلقات                            |
| 2007                            | فلاش غوردن                      | إيان فنلي                       | حلقة: "مصدر حياة"                    |
| 2007                            | هجين                            | آرون سكاتز                      | فيلم تلفزيوني                        |
| 2007                            | كايا                            | غنّر                             | عشر حلقات                            |
| 2007                            | صوت أبيض 2: الضوء               | فتى السكوتر                     |                                      |
| 2007                            | غون                             | داڤيس كالدر                     |                                      |
| 2007                            | اللامرئي                        | جيمي                            |                                      |
| 2007                            | همسة                            | فتى مُراهق                       |                                      |
| 2008                            | فير أتسلف                       | جيمس                            | حلقة: "يوم رأس السنة"                |
| 2008                            | الفتى بالجوار                   | جيسون                           | فيلم تلفزيوني                        |
| 2009                            | عشيقات                          | جيسون                           | فيلم تلفزيوني                        |
| 2009                            | المساعدين                       | شين بيكر                        | حلقة: "رحب", "النجمة"                |
| 2009–present                    | غلي                             | فن هادسون                       | دائم                                 |
| 2010                            | بريكنج ذا جرل                   |                                 |                                      |
| 2010                            | عائلة سيمبسون                   | فلين                            | حلقة: "المدرسة الابتدائية الموسيقية" |
| 2011                            | مونتي كارلو                     | أوون                            |                                      |

## وفاته
توفي يوم 13 يوليو 2013، نتيجة مزيج من الكحول والهيرويين. وجدته الشرطة الكندية ميتًا في فندق في فانكوفر بكندا.

## روابط خارجية
- كوري مونتيث على موقع IMDb (الإنجليزية)
- كوري مونتيث على موقع روتن توميتوز (الإنجليزية)
- كوري مونتيث على موقع قاعدة بيانات الأفلام العربية
- كوري مونتيث على موقع ألو سيني (الفرنسية)
- كوري مونتيث على موقع ميوزك برينز (الإنجليزية)
- كوري مونتيث على موقع رولينغ ستون (الإنجليزية)
- كوري مونتيث على موقع تيرنر كلاسيك موفيز (الإنجليزية)
- كوري مونتيث على موقع أول موفي (الإنجليزية)
- كوري مونتيث على موقع إن إن دي بي (الإنجليزية)
- كوري مونتيث على موقع أول ميوزيك (الإنجليزية)